# TatNeft Arena
TatNeft Arena (em russo:  Татнефть-Арена, em tártaro: TatNeft Səhıt) é um pavilhão desportivo situado em Cazã, Rússia. Inaugurado em 2005, sua capacidade é de 9.300 pessoas. Neste pavilhão joga a equipa Ak Bars Kazan da Liga Continental de Hockey. Em 2014, a TatNeft Arena foi escolhida para sediar o Festival Türkvizyon da Canção.